# Младен Младеновски
Младен Михайлов Младеновски (1924 г.-2011 г.) е професор по висша геодезия и опорни мрежи и д-р на техн. науки.

## Биография

### Произход
Проф. Младеновски е роден на 26 март 1924 г. в с. Долни Лом, Видинска област. Син е на полуграмотни селяни: баща – Михаил Младенов Велков – инвалид от войната 1917 – 1918 г., който с оглед на травмата си не е бил в състояние да работи земеделска работа. Отглеждал е кошери и майка – Параскева Костова Михайлова, която се е занимавала с обработка на няколко декара балканска земя, собственост на семейството. Дядо му е Младен Велков Станин (с прозвище Пунин), а баба му е Тодорка Велкова.
Баща му е членувал в БКП през годините преди, по време на и след Септемврийското въстание 1923 г., а също така и след 1944 г. Майка му не е членувала в никаква обществена или политическа организация.
Брат му Иван Михайлов Велков (покойник), е бил електротехник по специалност и е работил в Министерство на вътрешните работи, а след това в Държавното земеделско стопанство (ДЗС) в селото. Преди е бил член на РМС, а след това и на БКП.
Съпругата на проф. Младеновски от 1947 г. е Йонка Матева Младеновска, също е покойница. Тя е произхождала от малоимотно семейство от с. Дерманци, Ловешка област. Нейния баща: Матьо Матев Ангелов, също е инвалид от войната, а майка ѝ Станка Лалова Матева се е занимавала със земеделие.
Оставил е две дъщери (Параскева и Йонка), които също са инженери-геодезисти и две внучки (Милена и Невена), които се гордеят с него.

### Образование
Първо отделение – в родното му село, от второ до четвърто отделение – в гр. Враца, до трети клас в кв. Княжево, гр. София, до седми клас в бившата III мъжка образцова гимназия „Уйлям Гладстон“, гр. София. След като е принуден да напусне поради политически причини записва и завършва осми клас (12 клас сега) през 1944 – 1945 г. в бившето Държавно средно техническо училище „Христо Ботев“, гр. София. По време на обучението си в гр. Враца и гр. София е живял в пансиони за сираци и деца на пострадали от войните.
През 1945 г.-1946 г. е приет с конкурс в бившата Държавна политехника „Й.В. Сталин“ (сега ВИАС), но поради това, че е офицер се дипломира през 1952 г.
От 1938 г.-1939 г. учебна година до 1946 г. членува в РМС, а от 1946 г. и до смъртта си е член на БКП. Като член на РМС до 9 септември 1944 г. е бил отговорник на гимназията, а след тази дата е бил член на Околийския комитет на РМС в гр. Белоградчик и член на областното ученическо бюро в гр. София. Като член на БКП е бил отговорник на партийна група и секретар на първична партийна организация.
Поради липса на средства за издръжка на семейството му, като ученик в горните класове всяко лято е работил, включително и като техник землемер при плано-заснемането на селата Айдемир и Татарица – Силистренско, Репляна – Белоградчишко, Малки Преславец-Тутраканско и др. Като студент е работил по плано-заснемането на с. Екисча-Толбухинско (сега Близнаци, Варненско). Участвал е в Бригадирското движение през 1947 г., като бригадирски технически ръководител на яз. Георги Димитров (Копринка), а през 1948 г. като техник бригадир по плано-заснемането на градовете Каварна и Варна, а зимно време като келнер в „Студентски столове“. Като студент две години е бил член на ръководството и председател на стол № 3 към бившата „Менза Академика“, а през 1949 г. – 1950 г. е бил кадровик в бившата Държавна политехника „Й.В. Сталин“ (сега УАСГ).
С цел да продължи да се издържа по време на обучението си през 1950 г. е постъпил като преподавател във Висшето военно учебно заведение към бившия географски институт при Министерство на отбраната, където едновременно с работата се дипломирал през 1952 г.
От май 1951 г. е бил офицер във „Военно топографската служба (ВТС)“ при Министерство на отбраната (МО).

### Професионална дейност
Като офицер и специалист се е занимавал със следните технически дейности:
-	От септември 1950 г. до май 1951 г. е бил изчислител на всички видове изчисления, правени от тази служба;
-	Лятото на 1951 г. е бил началник на наблюдателна триангулачна група, работеща по сгъстяване на триангулацията III клас и повторно измерване за подобрение на някои третокласни точки;
-	През зимата на същата година и пролетта на 1952 г. е бил изчислител;
-	През лятото на 1952 г. е бил началник на строителна триангулачна група, работеща по сгъстяване на триангулацията III клас и повторно измерване на някои третокласни точки;
-	През зимата на 1953 г. е бил ръководител на геодезически изчисления и изравнения;
-	През лятото на 1953 г. е бил ръководител на първокласните измервания, провеждани за връзката на българската и румънската триангулация, съвместно с румънската геодезическа служба;
-	През зимата и пролетта на 1954 г. е назначен за ръководител на специален курс за нуждите на ВТС при Висшето военно училище (НВПУ) „Васил Левски“ и преподавател по висша геодезия и фотограметрия;
-	През лятото на 1954 г. провежда с курсантите астрономо-геодезически и нивелачни измервания и изчисления и мензулна снимка в М 1:25000;
-	През есента на същата година участва в международния курс, проведен в заводите на Карл Цайс – гр. Йена (ГДР), където е работил с всякакви съвременни геодезически и топографски инструменти, прибори и апаратура;
-	През зимата на същата година и пролетта на 1955 г. продължава да работи като преподавател в НВПУ „Васил Левски“.
-	През лятото на 1955 г. постъпва като специалист в комисия по държавен контрол на тогавашното „Главно управление по геодезия и картография“ (ГУГК).
-	През зимата на тази година и пролетта 1956 г. участва в обработката и изравнението в Москва (тогава столица на СССР) на българската триангулация и нивелация, съвместно с тази на СССР – Западна част на страните от социалистическата общност. В тази задача е участвал и през зимата на 1957 и пролетта 1958 г. В Москва, извън работно време се е занимавал с фотограметрична, фотографска и картографска работа, опознавайки наличната там техника и методи на работа по тези видове дейности. Как се е справял с работата в Москва при изравнение на астрономо-геодезичната и нивелачна първокласни мрежи на СССР и европейските социалистически страни личи от писмото на зам. началника на Главното управление по геодезия и картография на СССР, С. Судаков до началника на тогавашното наше Главно управление по геодезия и картография, С. Марков, където се чете: „Считаю своим приятным долгом отметить большую работу майора Младеновского, принимавшего активное участие в подготовке материалов к уравнению и в составлении каталогов геодезических пунктов…“-	През 1957 и по-голямята част на 1958 г. е бил назначен като помошник началник на Военно-топографската служба (ВТС) при МНО.
-	През 1959 г. поради несъгласие със станали кадрови промени в тази служба и на основание подадени от него рапорти е бил освободен от същата с наказание.
-	От август 1959 г. до май 1960 г. е работил в геодезически отдел на ПО „Геопланпроект“ и се е занимавал с прецизни базисни и други геодезически измервания и изчисления, а също и с опитно-изследователски работи на Опитното геодезическо поле при тогавашното Управление по геодезия и картография, впоследствие Главно управление по геодезия и картография (ГУГК).
-	С решение на колегиума на същото управление от май 1960 г. до 1967 г. е работил в ГУГК като „зам. началник“, а после като началник на отдел „технически“.
-	В това управление, наред с другите си служебни задължения, е разработил проект са полагане на Обща гравиметрична мрежа в България, който е съгласуван със заинтересованите служби и институти в страната, и изпратен от името на България на Международната геодезическа конференция в Дрезден – ГДР. Впоследствие въпросният проект е осъществен;
-	Окончателно е уточнил „Проект за полагане на нивелачна мрежа за периодични нивелирания в България и изследвания на съвременните вертикални движения на земната кора“, който проект е съгласуван от него и началника на ГУГК с Румънската геодезическа служба при посещението му в Румъния във връзка с „дължинните астрономически определяния София-Букурещ“;
-	Така съставеният от него проект в началото на 1961 г. е приет като такъв на страната и е изпратен като „Проект на България“ в СССР на тамошното Главно управление по геодезия и картография (ГУГК);
-	През септември 1960 г. е командирован в СССР на специализация по гравиметрични и астрономични наблюдения и изчисления и геодезически изследвания на електронни сметачни машини, работа със светло далекомери;
-	През декември 1961 г., като официален представител на страната, взима участие на симпозиум по „Съвременните движения на земната кора“ в гр. Москва. На този симпозиум са определени основните положения за извършване на повторни нивелации и за изучаване на движенията на земната кора и е приет международен проект за такива нивелации. За впечатленията от представянето му може да се съди по следните думи на Председателя на комисията по изучаване на съвременните движения на земната кора, написани в поздравления за новата 1963 г.: „Изразявам надеждата, че при вашата авторитетна поддръжка през новата година, ще бъде разширено и заздравено международното сътрудничество в областта на изучаването на съвременното движение на земната кора …..“ и в заключение „Аз бих се радвал да получа вашите бележки и предложения по споменатия проект“ (става въпрос за проекта на „Ръководство на световния център за данните“);
-	През 1962 г. е ръководил извършването на прецизни нивелачни връзки през река Дунав с нивелацията на Румъния за целите на хидротехнически комплекс, който се е проучвал, проектирал и изградил на тази река. Впоследствие е ръководил проектирането и полагането на специална триангулация за целите на същия комплекс на река Дунав;
-	Началото на 1963 г. е провел курс в ГУГК за подготовка на гравиметристи, в резултат на което е било възможно да се извърши започнатите гравиметрични измервания от ПО „Геопланпроект“ при ГУГК, а след това и от Научноизследователския институт по геодезия и фотограметрия (НИИГФ);
-	През 1963 г. е разговарял с румънски представители в Букурещ за установяване на реда, по който ще се свържат пегелните станции в градовете Бургас и Варна с тези в гр. Констанца.
-	Като началник на отдел „Технически“ в ГУГК е работел предимно върху въпросите, свързани с астрономични, геодезични (триангулация и нивелация), гравиметрични и отчасти магнитни измервания и изчисления.
-	Бил е „зам. председател“ на научния отдел по геодезия при секция „Геодезия и земеустройство“ към Научно-техническите съюзи (НТС) и отговорен редактор на сп. „Известия“ на ГУГК и член и секретар на Научния съвет при „Научноизследователската група по геодезия и картография“ при ГУГК.
-	През 1966 г. е избран във ВИСИ (сега ВИАС) и утвърден от ВАК за „старши научен сътрудник II степен“, а от 1967 г. е назначен за ръководител на секция „Висша геодезия и опорни мрежи“ при Научноизследователската група по геодезия и картография (сега НИИГФ) и зам. ръководител на групата.
-	През 1968 г., групата прераства в институт и с решение на Правителството е избран за негов „зам. директор“ и ръководител на секция „Висша геодезия и опорни мрежи“.
-	От 1 октомври 1983 до 1 декември 1986 г. е изпълнявал задълженията на гл. директор на НИИГФ.
-	Бил е член на Стопанския комитет и ръководител на секция „Висша геодезия и опорни мрежи“; бил е член на редакционната колегия на сп. „Известия“ на ГУГК и на сп. „Геодезия, картография и земеустройство“ на „НТС на Българските геодезисти и земеустроители“.
-	Като представител на страната е бил член на Международна работна група по полагане, измерване и изчисление на „Международни и национални еталонни гравиметрични полигони“.
-	Бил е редовен участник в делегации, представляващи страната на Международни конференции и съвещания по спътникови, астрономо-геодезически, нивелачни, гравиметрични, магнитни и др. наблюдения и изчисления.
-	През 1968 г. в Гвинея е участвал във воденето на преговори с представители на тази страна за създаването на „Астрономо-геодезична и нивелачна мрежа“ на територията ѝ и карта в М 1:50000, а по късно е ръководил и работил по проектите за този вид работа.
-	През 1981 г. в резултат на защитена дисертация, му е присъдена научна степен „доктор на техническите науки“, а през 1985 г. въз основа на представени трудове на конкурс, му е присъдено научно звание „Старши научен сътрудник I степен“ (Професор) по „Висша геодезия и опорни мрежи").-	Дълги години е бил член на „Специализирания научен съвет при Висшата атестационна комисия“ (ВАК) по геодезия и земеустройство.
-	Като бригадир в национални бригади е получавал званието „Ударник“, а като производственик-офицер и специалист е получавал награди за отлична работа. Получавал е множество награди (ордени и медали), както като офицер така и като граждански специалист.
-	Наред с производствената ръководно-техническа, контролна и преподавателска дейности, които е изпълнявал, е изследвал, съставил множество научни трудове, изчислил е редица пособия, помагала и приложения.
-	Основател е и дългогодишен директор на Научноизследователския институт по геодезия и фотограметрия (НИИГФ)-гр. София и ръководител на секция „Висша геодезия – опорни мрежи“.
Живял е тихо и скромно, и отдал живота си за развитието на геодезията, гравиметрията, висшата геодезия, държавните координатни системи, опорните мрежи и съвременните движения на земната кора на България.

### Работа след пенсиониране
След пенсионирането си се е продължил да работи:
-	Бил ръководител на Фирма „Универс“, а след закриването ѝ е създал и управлявал СД ”ГГиК, геодезия и сие“.
-	Работил по възстановяването на селскостопанската земя.
-	По инициативаа на в. „Поглед“ е изчислил и трасирал е Географския център на България (1991 г.).
- Направил е планово заснемане или актуализация на регулацията на няколко населени места.
-	По заявка на „Енергопроект", СД ”ГГиК, геодезия и сие” е правила наблюдения и изследвания на геодинамиката на западната част на Софийското поле.
-	Извършвал е и много други задачи свързани с геодезията и картографията.
-	Занимавал се е и с „Краезнание“. Изследвал е и задълбочено проучвал географските и историческите особености на населените места в Северозападна България.
-	Извършил геодезическо заснемане и топографско картиране крепостната система в Северозападна България.
-	Изработил десетки релефни макети и модели на природни обекти в района.
-	Създал е геодезическата обсерватория „Поломие“ в с. Долни Лом.
-	Ежегодно е организирал и участвал в „Землячески срещи“. Всеотдайно е работил за благополучието и популяризирането на родното си село.
- В Долни Лом е организирал „Музей на селото“ в сградата на читалището, където да се запазят документираните на исторически, природните и духовните му ценности.

### Някои научни трудове и публикации
- 1.	Формули и таблици за трансформиране на Гаусови координати от система „Ю“, елипсоид Бесел система 1360 г. в елипсоид Красовски., София 1958 г.

- 2.	Таблици за трансформиране на Гаус-Крюгерови координати от система 1930 г. в система 1950 г. Географски институт към МНО, София, 1951 г.

- 3.	Елипсоид Бесел, формули за преминаване от гръцки географски координати в гръцки конични координати и обратно. София 1959 г.

- 4.	Създаване на единни координати за целите на „Хидротехническия комплекс на р. Дунав“, София 1963 г.

- 5.	Формули за трансформиране на дължините между триангулачните точки върху Гаусовата проекционна равнина и елипсоид Хейфорд (система 1930 г.) и елипсоид Красовски (система 1950 г.)., Троян 1955 г.

- 6.	Таблици за изчисление на посочната и разстоятелна редукция при Гаусовата проекция., София 1953 г.

- 7.	Формули за трансформиране на координати от въвежданите в България координатни системи в единната координатна система елипсоид Красовски, ориентация Пулково-1942 г.(система 1960 г.)., София 1958 г.

- 8.	Координатна система 1950 г.и преизравняването на координатите на точките от запълващата класове триангулачна мрежа., София 1958 г.

- 9.	Елипсоид Хейфорд (система 1930 г.) и преизравняване на координатите на точки от запълващите класове триангулачна мрежа в Единна координатна система, елипсоид Красовски, ориентация Пулково 1942 г. (система 1960 г.). София 1960 г.

- 10.	Преминаване от „една“ координатна система в „друга“ чрез трансформация с разпределение на влиянието на разликите в координатите на изходните точки, посредством изравнение по метода на най-малките квадрати., Дрезден 1960 г.

- 11.	Таблици за привеждане на координатите на точки от триангулацията на гр. София от елипсоид

Красовски (система 1942 г.) към елипсоид Хейфорд (система 1930 г.) и обратно., София 1961 г.
- 12.	Привеждане по условни наблюдения на несвободни триангулачни мрежи с дадени величини в друга координатна система., София 1963 г.

- 13.	Таблици за изчисление на нормалната сила на тежестта в поправките за непаралелност на нивоповърхнините., София 1957 г.

- 14.	Координатни и височинни системи, въвеждани в България и трансформиране на координати и височини от една система в друга., София 1974 г.

- 15.	Сеизмична карта на България М 1:2000000, (Национален атлас на Бъгария, 1973 г.), изд. от „Картография ЕООД“, София.

- 16.	„Карта на съвременните вертикални двигения на земната кора на Карпато-Балканския регион“, 1985 г. Будапеща

- 17.	Гравиметрична карта на България, аномалия Буге, 1984 г., София

- 18.	Старини и забележителности между западния Балкан и река Дунав, изд. СД „ГГ и К, геодезия и сие“, и ЕТ „ПИМ-П.М.“ 2006 г. София
- 19.	Изработване на карти-схеми и на други материали свързани с бреговата линия на р. Дунав по българското крайбрежие при средни, ниски и високи води в М 1:10000 и с други нужди на организациите по кадастъра., НИИГФ, 1989 г., София
- 20.	Географски център на България, 1991 г., изд. в..“Поглед“, София
- 21.	Карта с разликите между височините от система Балтийска в система Черно море, 1958 г., София
- 22.	Състояние на научно-техническите средства за изследване и еталониране на геодезически и гравиметрични инструменти и пособия у нас, кн. 6 от 1990 г. сп. „Геодезия, картография и земеустройство (ГКЗ), София
- 23.	Необходимост от промяна в нивата на поверителност на топографо-геодезическите материали, кн. 5 от 1990 г. сп. „Геодезия, картография и земеустройство (ГКЗ), София
- 24.	Десет години секция „Висша геодезия-опорни мрежи“, кн.3 от 1979 г. сп.“Известия на ГУКК (Главно управление по геодезия, картография и кадастър)“, София
- 25.	Екцентрични наблюдения и елементи, кн. 1 от 1982 г., сп. „Известия на ГУГКК“, София
- 26.	Атлас с карти със средни височини по картни листове, кн. 1 от 1982 г., сп. „Известия на ГУГКК“, София
- 27.	Геодезията, картографията, сеизмологията и антисеизмичното строителство, кн. 4 от 1982 г.

., сп. „Известия на ГУГКК“, София
- 28.	Ъглови и линейни измервания, правени през различно време и тяхното изчисляване, кн. 4 от 1984 г. сп. „Бюлетин на ГУГКК“, София
- 29.	Относно поправките за нивоповърхнините, кн. 2 от 1987 г. сп. „Бюлетин на ГУГКК“, София
- 30.	Резултати от абсолютното определяне на силата на тежестта върху гравиметрична точка, намираща се в сградата на ГУГКК, кн. 5 от 1986 г. сп. „Бюлетин на ГУГКК“, София
- 31.	Изследване на съвремените движения на земната кора и промените в земното гравитационно поле в района на Северозападното Софийско Средногорие, кн. 5 от 1986 г. сп. „Бюлетин на ГУГКК“, София
- 32.	Поправките за височина на територията на България, кн. 6 от 1986 г. сп. „Бюлетин на ГУГКК“, София
- 33.	Карта на съвременните вертикални движения на земната кора на Карпато-Балканския регион, кн. 6 от 1986 г. сп. „Бюлетин на ГУГКК“, София
- 34.	Геодезически станции, бази и полигони, „Сборник от научни доклади и съобщения“, 1969 г. София и др.